# Cocathédrale Notre-Dame-de-Fourvière de Mont-Laurier
La cocathédrale Notre-Dame-de-Fourvière est la cocathédrale du diocèse de Saint-Jérôme-Mont-Laurier au Québec au Canada. Elle a d'abord été construite de 1918 à 1919 avant d'être détruite par un incendie en 1982. La cathédrale actuelle a été construite en 1984 en incluant la façade restaurée de la première cathédrale.
La paroisse associée à la cathédrale a été créée par le regroupement de paroisses locales en 2007 et se nomme Notre-Dame-de-l'Alliance. Elle comprend trois missions qui lui sont rattachées : l'église du Cœur-Immaculé-de-Marie de Mont-Laurier, l'église Saint-Jean-L'Évangéliste de Mont-Laurier et l'église Saint-Aimé de Saint-Aimé-du-Lac-des-Îles.

## Religion
La cathédrale Notre-Dame-de-Fourvière est l'église-mère du diocèse de Mont-Laurier de l'Église catholique. La paroisse associée à la cathédrale a été créée en 2007 par le regroupement de quatre paroisses et se nomme Notre-Dame-de-l'Alliance,. La fête patronale de la paroisse est le 8 décembre, c'est-à-dire la fête de l'Immaculée Conception de la Vierge Marie.
Le rite utilisé dans la cathédrale est le rite romain, c'est-à-dire le rite majoritaire de l'Église catholique.
La cathédrale Notre-Dame-de-Fourvière fait partie des sanctuaires au Canada qui comprennent des portes de la miséricorde utilisée en année de la miséricorde.
Trois missions sont rattachées à la paroisse de la cathédrale : l'église du Cœur-Immaculé-de-Marie de Mont-Laurier, l'église Saint-Jean-L'Évangéliste de Mont-Laurier et l'église Saint-Aimé de Saint-Aimé-du-Lac-des-Îles.

## Histoire
La mission locale a été fondée en 1886 et la première paroisse a ouvert ses registres en 1895 avant d'être érigée canoniquement en 1904. La première église de l'endroit a été construite en 1903. Lorsque le diocèse de Mont-Laurier a été créé, la construction de la cathédrale a commencé en 1918. Celle-ci s'est achevée en 1919. Elle a été construite par Samuel Ouellette selon les plans des architectes Louis-Alphonse Venne et Joseph-Dalbé Viau de Montréal,,. Les pierres utilisées pour sa construction provenaient d'une carrière locale où se situe de nos jours une autre église.
Le 1er février 1982, la cathédrale est détruite par un incendie. En 1984, on reconstruit une nouvelle église à partir de la façade restaurée de la première cathédrale,,. Cette nouvelle cathédrale est consacrée le 12 mai 1985 lors des célébrations entourant le centenaire de l'arrivée des premiers colons à Mont-Laurier,,. En 2007, cette façade a dû être rénovée.

## Architecture
Le plan au sol du bâtiment est principalement une croix latine. L'édifice est construit avec des murs en pierres et une façade principale en briques et une toiture de tôle. De son côté, l'intérieur du bâtiment a un revêtement principalement composé de plâtre. Les vitraux actuels ont été installés le 2 novembre 1997 par Claude Bettinger et sont comme ceux d'origine,,.
Les deux architectes ayant conçu la cathédrale sont Louis-Alphonse Venne et Joseph-Dalbé Viau.

## Patrimoine
La cathédrale Notre-Dame-de-Fourvière de Mont-Laurier n'a pas de statut patrimonial officiel, mais elle est inventoriée dane le Répertoire du patrimoine culturel du Québec ainsi que dans l'Inventaire du patrimoine culturel de la MRC d'Antoine-Labelle.